# Galbenu (gmina)
Galbenu – gmina w Rumunii, w okręgu Braiła. Obejmuje miejscowości Drogu, Galbenu, Pântecani, Sătuc i Zamfirești. W 2011 roku liczyła 3168 mieszkańców. 